# بریستول نوع ۱۳۳
بریستول نوع ۱۳۳ (به انگلیسی: Bristol Type 133) یک هواگرد ساختِ کارخانهٔ بریستول ایروپلین در کشور بریتانیا است . این هواگرد برای نخستین بار در ۸ ژوئن ۱۹۳۴ میلادی مورد استفاده قرار گرفت.